# حمامى جاسية
الحمامى الجاسية (بالإنجليزية: Erythema induratum) أو داء بازين (بالإنجليزية: Bazin disease) هو التهاب السبلة الشحمية في خلف الساق.
كان يعتقد سابقا أنه مرتبط بالمتفطرة السلية لكنه حاليا يعد نوعا من التهاب السبلة الشحمية وغير مرتبط بنوع معين واحد من العوامل المسببة للمرض.
يحدث عادة في النساء لكنه حاليا نادر جدا.

## التسمية
سمي بداء بازين نسبة للعالم الفرنسي بيير أنطوان إرنست بازين.

## صور إضافية

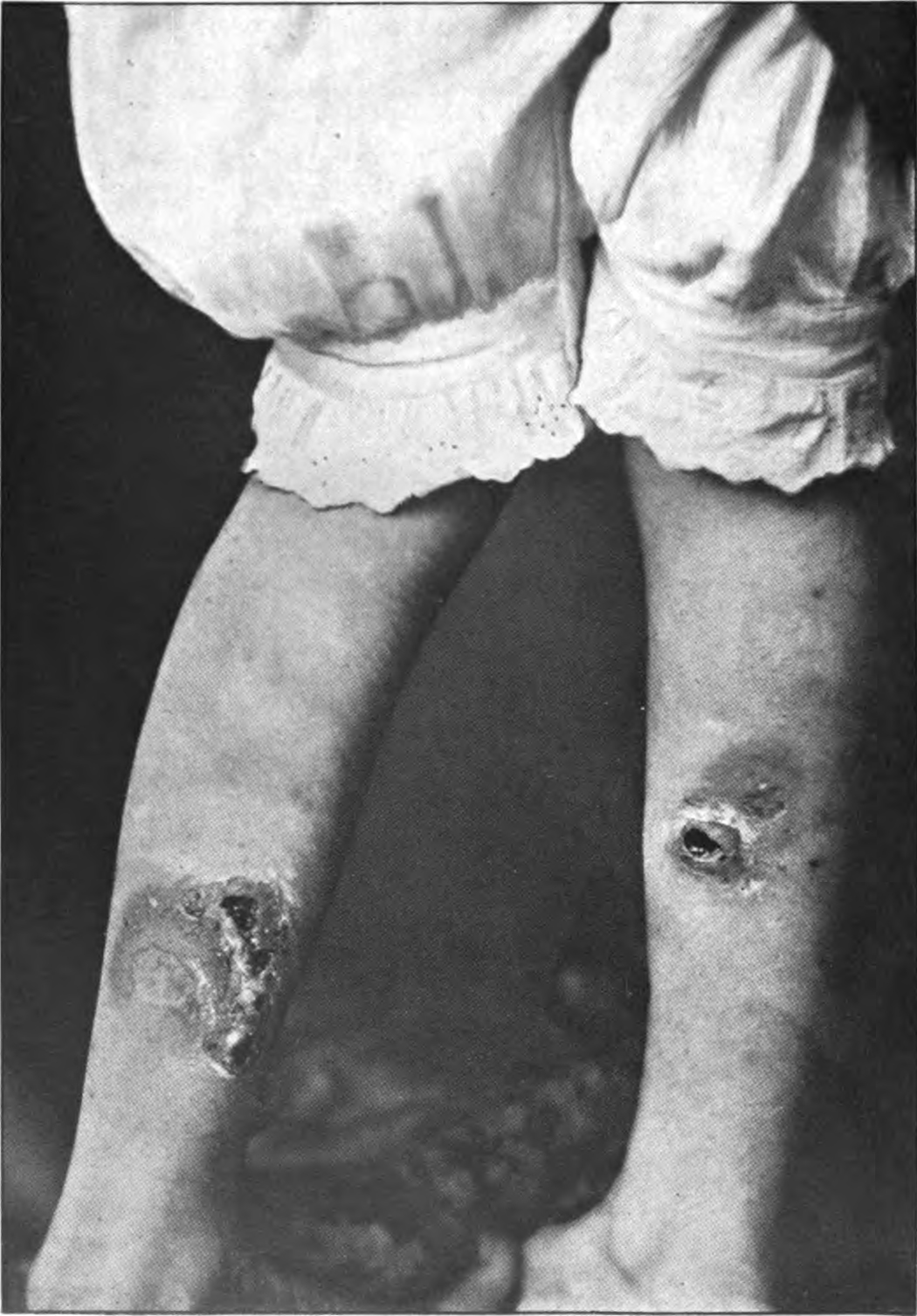

## روابط خارجية
- 221577233 في مفكرة المُمارِس العام
- PatientPlus